# Родендорф Борис Борисович
́
Родендорф Борис Борисович (1904–1977) — радянський ентомолог, диптеролог, палеонтолог. Засновник радянської школи палеоентомології (палеонтології комах), завідувач лабораторією (1938—1977) Палеонтологічного інституту АН СРСР, член Міжнародної комісії з зоологічної номенклатури.

## Біографія
Народився 12 липня 1904 року в Петербурзі. Батько, Родендорф Борис Людвигович (1877—1918, майор російської армії, загинув під час Першої світової війни), і мати Марія Карлівна.
У 1920—1924 роках навчався на природничому відділенні фізико-математичного факультету Московського Університету. Одночасно працював в препаратором Зоологічного музею, де досліджував морфологію і систематику двокрилих комах. У 1924—1928 роках навчався на аспірантурі при Інституті зоології МДУ. У 1930—1932 роках працював у Всесоюзному інституті захисту рослин, вивчення паразитичних двокрилих і проблем карантину рослин і біологічної боротьби зі шкідниками. У 1932—1935 роках працював в Зоологічному інституті АН СРСР. Вивчав мух родини саркофагід. У 1932 році йому присуджено науковий ступінь кандидата наук без захисту за сукупністю робіт.
До 1935 працював в Петербурзі, а потім, у зв'язку з хворобою дружини, переїхав до Москви.
У 1935—1937 роках працював в інституті зоології МДУ. Вивчав комірних кліщів. У 1937—1977 — науковий співробітник Палеонтологічного інституту АН СРСР, завідувач ентомологічної лабораторії. Досліджував колекцію мезозойських двокрилих.
У 1969—1977 — голова комісій з комах (1969—1977) і з питань номенклатури (1976—1977). Член Міжнародної комісії з зоологічної номенклатури.
Автор більш ніж 170 публікацій, в тому числі 11 монографій. Вивчав палеонтологію, філогенію та систематику двокрилих комах і комах в цілому.
Помер 21 листопада 1977 року в Москві.